# My Depression
My Depression es un cortometraje de animación de 2014 basado en el libro de Elizabeth Swados acerca de la depresión. La película fue escrita y dirigida por Swados, Robert Marianetti y David Wachtenheim, y contó con las voces de Sigourney Weaver, Steve Buscemi y Fred Armisen. Distribuida por HBO, My Depression fue estrenada en el Festival de cine de Tribeca 2014 y compitió en la categoría de Mejor cortometraje documental.

## Reparto
- Sigourney Weaver
- Steve Buscemi
- Fred Armisen
- Dan Fogler